# Bąkowo (powiat Świecki)
Bąkowo is een plaats in het Poolse district  Świecki, woiwodschap Koejavië-Pommeren. De plaats maakt deel uit van de gemeente Warlubie en telt 320 inwoners.